# Hankø
59°12′33″N 10°46′26″Ø / 59.20917°N 10.77389°Ø
Hankø er en ø i Fredrikstad kommune, Viken fylke i Norge, med et areal på ca. 4 km². Øen er et idyllisk ferie- og badested og et kendt sejlsportscenter med regattaer i juni og juli. Den er måske mest kendt som den norske kongefamilies feriested og prinsesse Märtha Louise og Ari Behns anden datter, Leah Isadora Behns fødested.
Der er stor bådtrafik ind i Hankøsundet, hvor en række bådaktører holder kursus og seminarer hvert år. Der er gæstekajer som blandt andet en række bådmagasiner bruger som testbase.